# بهشت گمشده ۲: الهامات
بهشت گمشده ۲: الهامات (به انگلیسی: Paradise Lost 2: Revelations) فیلمی ۱۳۰ دقیقه‌ای به کارگردانی جو برلینگر و بروس سینوفسکی با بازی جسی میسکلی است.